# Kim Williams (compositor)
Kim Williams   (Sydney, 1952) és un executiu i compositor australià de mitjans de comunicació. Ha dirigit una àmplia gamma d'organitzacions destacades com Musica Viva Australia, Foxtel, la Australian Film Commission, el Sydney Opera House Trust i News Limited (ara News Corp Australia).

## Família i adolescencia
Williams va néixer a Sydney de la mà de Joan i David Williams AM (1925-2009). El seu pare va ser director general de la "Greater Union Organization" i va rebre el premi Raymond Longford de "l'Australian Film Institute". Candice, la seva germana, està casada amb el violoncel·lista Nathan Waks. Va assistir a escoles de "West Ryde" (Marsden High School on Richard Gill era el seu professor de música) i Ermington. Durant la seva joventut va ser campió australià de Lego.

## Educació musical i èxits
Va estudiar clarinet i va rebre classes de Donald Westlake al "Sydney Conservatorium of Music". Va guanyar una beca de la Commonwealth a la Universitat de Sydney, escollint estudiar música. També va tenir classes particulars amb Peter Sculthorpe el 1969. Va ser convidat per Donald Peart, professor inaugural de música a la Universitat de Sydney, per ser l'organitzador de concerts de la International Society for Contemporary Music.
Va compondre música des de petit fins als trenta anys i les seves composicions inclouen:
- Concert de cambra per a clarinet i petita orquestra (1969)
- Sonata II per a clarinet i 2 pianos (1969)
- Les tres espelmes per a orquestra petita (1969)
- Music for Flautist (1970)
- Fun Music I per a orquestra de principiants (1971)
- Music of Space (1971), per a clarinet, 2 percussionistes i 6 altaveus
- Cançó de Kathy (1972)
- World Music (1972)
- Retrat per a trio de clarinet i piano (1975; per encàrrec de Musica Viva Australia, estrenat a Canberra el 27 de maig de 1975, interpretat a l'Òpera de Sydney el 8 de setembre per Gabor Reeves, Ladislav Jasek, Nathan Waks i Romola Costantino)
- Forever and a Day, per a orquestra de corda de cambra i arpa (1976).[6]

## Guerra del Vietnam
Williams va ser objector de consciència durant la guerra del Vietnam, defensant-se davant dels tribunals. La seva imminent presó es va evitar quan el nou govern laborista de Whitlam va abolir el servei nacional a finals de 1972.

## Vida laboral
Després de graduar-se, Williams va tenir una sèrie de funcions de direcció en música: a l'òpera; al "Sydney Conservatorium" amb Rex Hobcroft; com a membre de "l'Australia Council Music Board" (1973); i director general de "Music Rostrum Australia", el director artístic del qual era Roger Woodward. Entre 1975 i 1977, va estudiar composició a Itàlia amb Luciano Berio i va ser ajudant de l'exdona de Berio, la soprano nord-americana Cathy Berberian. També va tenir una important participació amb l'Orquestra de Cambra d'Israel. De retorn a Austràlia, es va convertir en gerent general (1977-1984) i posteriorment membre del consell i president (1984-2004) de Musica Viva Austràlia.
Williams era aleshores conseller delegat de "l'Australian Film Commission", dirigia la casa de producció de televisió "Southern Star Group" i es va convertir en un executiu sènior de "l'Australian Broadcasting Corporation" (ABC). El 1988 va ser nomenat president de la "Fundació de Film Finance Corporation Austràlia".
El 1995, poc després del fracàs a l'última hora d'un acord per a l'ABC per proporcionar dos canals de notícies a "Foxtel" de Rupert Murdoch, que Williams havia encapçalat en nom de l'ABC, va deixar l'ABC per acceptar la invitació de Murdoch per dirigir "Fox Studios". El desembre de 2001 es va convertir en cap executiu de "Foxtel". Va romandre fins al 2011 i va ser elogiat per haver revertit les fortunes de "Foxtel" d'un fabricant crònic de pèrdues a una alta rendibilitat. Va participar en la Cimera d'Austràlia 2020, com a membre del grup de treball Cap a una Austràlia Creativa.
Williams va ser president del "Sydney Opera House Trust" des del 2005, per invitació de l'aleshores primer ministre de Nova Gal·les del Sud Bob Carr, fins que va deixar el càrrec el 2013. El 2006 va ser analitzat com a possible successor de Russell Balding, després que Balding dimitís com a director general de l'ABC.
El desembre de 2011, Williams va ser nomenat conseller delegat de "News Limited" (que es va convertir en "News Corp Austràlia" el juliol de 2013). Va renunciar a l'agost de 2013 enmig d'informes que el seu estil de gestió havia alienat a molts membres del personal i executius, inclosos els membres de la família Murdoch. El febrer de 2014 va ser nomenat comissari de la Lliga australiana de futbol (AFL). El mateix any va publicar Rules of Engagement, un relat del seu pas per les principals juntes i organitzacions australianes.
Williams va ser nomenat membre independent de la junta directiva de la ""Copyright Agency Limited" el gener del 2015 i n'és el president des del juny del 2015.
El 2016 Williams va ser nomenat president del Patronat de la Fundació Biblioteca Estatal de Nova Gal·les del Sud.

## Personal
Williams s'ha casat dues vegades: del 1983 al 1989 amb Kathy Lette, i des del 1998 amb Catherine Dovey, filla de Gough i Margaret Whitlam (nascuda Dovey), i la millor amiga de Kathy Lette. Ell i Dovey han dotat la beca Williams / Dovey al Centre for Social Impact. El 2011, va establir la beca documental David i Joan Williams en honor dels seus difunts pares. El novembre de 2013, va ser convidat pel Garvan Institute of Medical Research per convertir-se en un dels primers australians a seqüenciar el seu genoma personal.

## Honors
- El 2006 va ser nomenat membre de l'Ordre d'Austràlia (AM), "per al servei a l'administració de les arts mitjançant funcions executives amb diverses organitzacions culturals, l'educació musical i la formulació de polítiques públiques relacionades amb les arts".[19]
- El 2009 va rebre un Doctorat Honoris causa de Lletres per la Universitat Macquarie per la seva contribució a la indústria de les arts i l'entreteniment, tant a Austràlia com internacionalment.[7]
- El 2010 va ser George Fairfax Fellow en Arts and Entertainment Management de la Universitat de Deakin.[1]
- El 2010 va pronunciar la conferència Ken Myer, titulada "Growing up in Arts - a personal australian perspective on cinema, television, music and management".[1]
- El 2017 va pronunciar la biografia de Peggy Glanville-Hicks.